# Uzlovaja

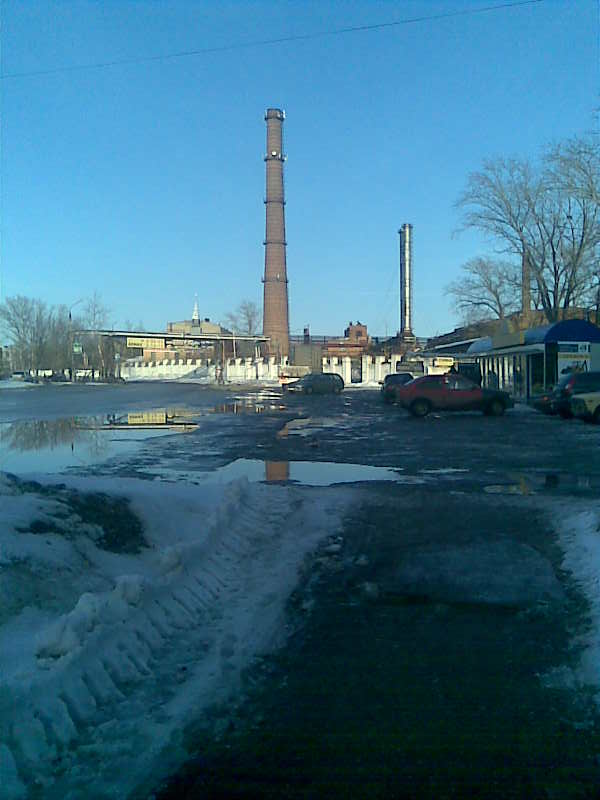

Uzlovaja è una città della Russia europea centrale (oblast' di Tula). Appartiene amministrativamente al rajon Uzlovskij, del quale è il capoluogo.
Sorge nella parte centro-orientale della oblast', 54 chilometri a sudest del capoluogo Tula.